# Nadace ERSTE
Nadace ERSTE (německy DIE ERSTE österreichische Spar-Casse Privatstiftung, krátce: ERSTE Stiftung) je jednou z největších korporátních nadací v Rakousku. Nadace ERSTE vznikla v roce 2003 z Erste Oesterreichische Spar-Casse, první rakouské spořitelny založené v roce 1819. Jako významný akcionář Erste Group investuje své dividendy do rozvoje společnosti v zemích střední a jihovýchodní Evropy.

## Poslání nadace
Nadace ERSTE působí ve střední a jihovýchodní Evropě a její poslání vychází z ideje otevření první spořitelny na začátku devatenáctého století – lidé dostali možnost zajistit si budoucnost, a tím mít svůj osud pevně v rukou. Nadace podporuje společenské zapojení
i rozvoj občanské společnosti. Jejím cílem je sbližovat a šířit povědomí o nedávné historii regionu, který prošel od roku 1989 dramatickými změnami. Nadace rozvíjí své vlastní projekty v rámci tří programů: Sociální rozvoj, Kultura a Evropa.

### Projekty (příklady)
- Balkan Fellowship for journalistic excellence (Balkánské stipendium za excelentní novinářskou práci) - stipendium pro žurnalisty z devíti balkánských zemí je udělováno ve spolupráci s Balkan Investigative Reporting Network a Robert Bosch Stiftung za účelem posílení demokracie a svobody slova prostřednictvím kvalitní novinářské práce v médiích.
- Gender Check. Femininity and Masculinity in the Art of Eastern Europe - první výstava, která se věnovala tématu genderových rolí a která nabídla přehled uměleckých děl z východní Evropy od šedesátých let po současnost. Na 25 kurátorů z 24 zemí se ve vídeňském Muzeu moderního umění podílelo na výstavě, kde bylo možné zhlédnout více než 400 děl od 200 různých umělců. Stejná výstava se také konala v Národní galerii Zacheta ve Varšavě.
- Patterns Lectures - tato série přednášek podporuje rozvoj nových univerzitních kurzů ve střední a jihovýchodní Evropě na poli historie umění, kulturní teorie a kulturních studií. Napomáhá realizaci mezinárodních návštěv přednášejících a prostřednictvím hostujících lektorů podporuje mezinárodní akademickou výměnu.
- Tranzit.org - nezávislá síť tranzit funguje v České republice, Maďarsku, Rakousku, Rumunsku a na Slovensku. Každá lokální „jednotka“ tranzit má svůj unikátní a samostatný způsob práce, zabývá se několika uměleckými manifesty prostřednictvím lekcí, představení, diskusí, publikací, výstav a výzkumů. V roce 2010 byl tým tranzit jeden ze tří týmů kurátorů, které organizovaly evropské umělecké bienále Manifesta 8 v Murcii ve Španělsku.

### Sociální podnikání a rozvojové mikropůjčky
S ohledem na to, že Nadace ERSTE je nadací spořitelny, vychází z ideje spořitelen devatenáctého století. Z toho důvodu jsou právě sociální podnikání a rozvojové mikropůjčky klíčovými body programu sociálního rozvoje. Nejznámější projekty v této oblasti jsou:
- Die Zweite Sparkasse (Druhá spořitelna) – banka pro to, co není bankami běžně dostupnégood.bee – institut Nadace ERSTE a Erste Group zabývající se mikrofinancováním a sociálním podnikáním
- The Social Business Tour 2010 – putovní série seminářů tematicky zaměřených na podporu sociálního podnikání s Muhammadem Yunusem.

### Ceny

#### Cena Igora Zabela za přínos kultuře a teorii
Nadace ERSTE poprvé vyhlásila tuto cenu v roce 2008. Jejím prostřednictvím podporuje práci kunsthistoriků a teoretiků v zemích střední a východní Evropy, zvyšuje všeobecné povědomí o umění a kultuře a propojuje kulturní vzdělanost mezi západem a východem. Cena je pojmenována po slovinském autorovi, uměleckému kritikovi Igorovi Zabelovi, vrchním kurátorovi lublaňské Moderní galerie, který se zasadil se o vytvoření kulturního propojení mezi západní a východní Evropou.

### Spolupráce s ostatními nadacemi na mezinárodních projektech
- European Fund for Balkan (EFB)
- Forum for Roma Inclusion
- Grant Makers East Forum
- Roma Education Fund (REF)
- Networking European Citizenship Education (NECE)

## Historie
Kořeny nadace sahají do počátku 19. století, kdy byla v roce 1819 založena rakouská spořitelna Erste (Erste österreichische Spar-Casse). V důsledku nového dodatku k Austrian Saving Bank Act byla spořitelna v roce 1993 rozdělena na banku (Erste Bank AG) a na holding (DIE ERSTE österreichische Spar-Casse Anteilsverwaltungssparkasse, krátce AVS). V roce 1997 se banka Erste, která se předtím spojila s GiroCredit Bank AG der Sparkassen, rozhodla pro veřejnou emisi svých akcií, čímž z AVS vytvořila hlavního podílníka společnosti, a od té doby je zalistována na vídeňské burze. V roce 2003 byla AVS formálně transformována na ERSTE Stiftung (Nadaci ERSTE), která začala působit o dva roky později.
Prvními významnými projekty byly Zweite Wiener Vereins – Sparkasse (krátce Zweite Sparkasse), který byl založený v roce 2006, a vzdělávací síť Academy of Central European Schools (aces) založená v témže roce. V roce 2007 byly v Lublani poprvé vyhlášeny Ceny Nadace ERSTE za přínos sociální integraci a byl spuštěn projekt Balkan Fellowship for Journalistic Excellence. Rok poté bylo zahájeno udílení Cen Igora Zabela za přínos kultuře
a teorii a vznikl institut good.bee. V roce 2009 byla poprvé vysílána dokumentární série Balkánský expres (Návrat do Evropy) na stanicích ORF a 3sat. Podruhé byly vyhlášeny Ceny Nadace ERSTE za přínos sociální integraci, tentokrát v Bukurešti. Doposud největší kulturní projekt, výstava Gender Check, byla zpřístupněna veřejnosti v roce 2010. Social Business Tour s Muhammadem Yunusem ve stejném roce projela šest hlavních měst zemí východní Evropy (Vídeň, Bratislava, Budapešť, Praha, Bukurešť a Bělehrad), kde představila koncept sociálního podnikání jako formu udržitelné ekonomické aktivity. V Barceloně byla udělena Cena Igora Zabela polskému kunsthistorikovi Piotrovi Piotrowskému. Třetí ročník udílení Cen Nadace ERSTE za přínos sociální integraci se konal v roce 2011 v Praze – oceněno bylo 34 projektů z 12 zemí.

## Právní forma
Nadace ERSTE je soukromou nadací spořitelny, která je definována zákonem o rakouských spořitelnách (Austrian Saving Bank Act).

### Rady
Orgány nadace tvoří správní rada, dozorčí rada a Asociace. Asociace soukromých spořitelen, založená v roce 1819 a čítající více než 100 členů, volí členy dozorčí rady a jmenuje předsedu. Dozorčí rada jmenuje členy správní rady a dohlíží na správu nadace. Správní rada řídí činnost nadace a rozhoduje spolu s poradním sborem mezinárodních expertů o rozdělování finančních prostředků jednotlivým projektům.

### Členství v zastřešujících organizacích
- Philanthropy Europe Association (Philea)
- Síť evropských nadací (NEF)
- Verband österreichischer Privatstiftungen (VÖP)

## Knihovna Nadace ERSTE
Knihovna Nadace ERSTE, která byla založena v roce 2007, shromažďuje knihy převážně v angličtině a němčině. Obsahuje 11.000 svazků a 35 předplacených periodik (2017). Témata se týkají umění, mediálních studií, historie, menšin a genderové tematiky, kulturní teorie, ekonomického a politického rozvoje, sociálního bankovnictví, inovací v nadacích, filantropie, demografie, migrace, vzdělání. Ze zeměpisného hlediska se zaměřuje na střední a východní Evropu. Knihovna je otevřena veřejnosti, volně přístupná sbírka je k dispozici po domluvě.